# Virchow-Quelle

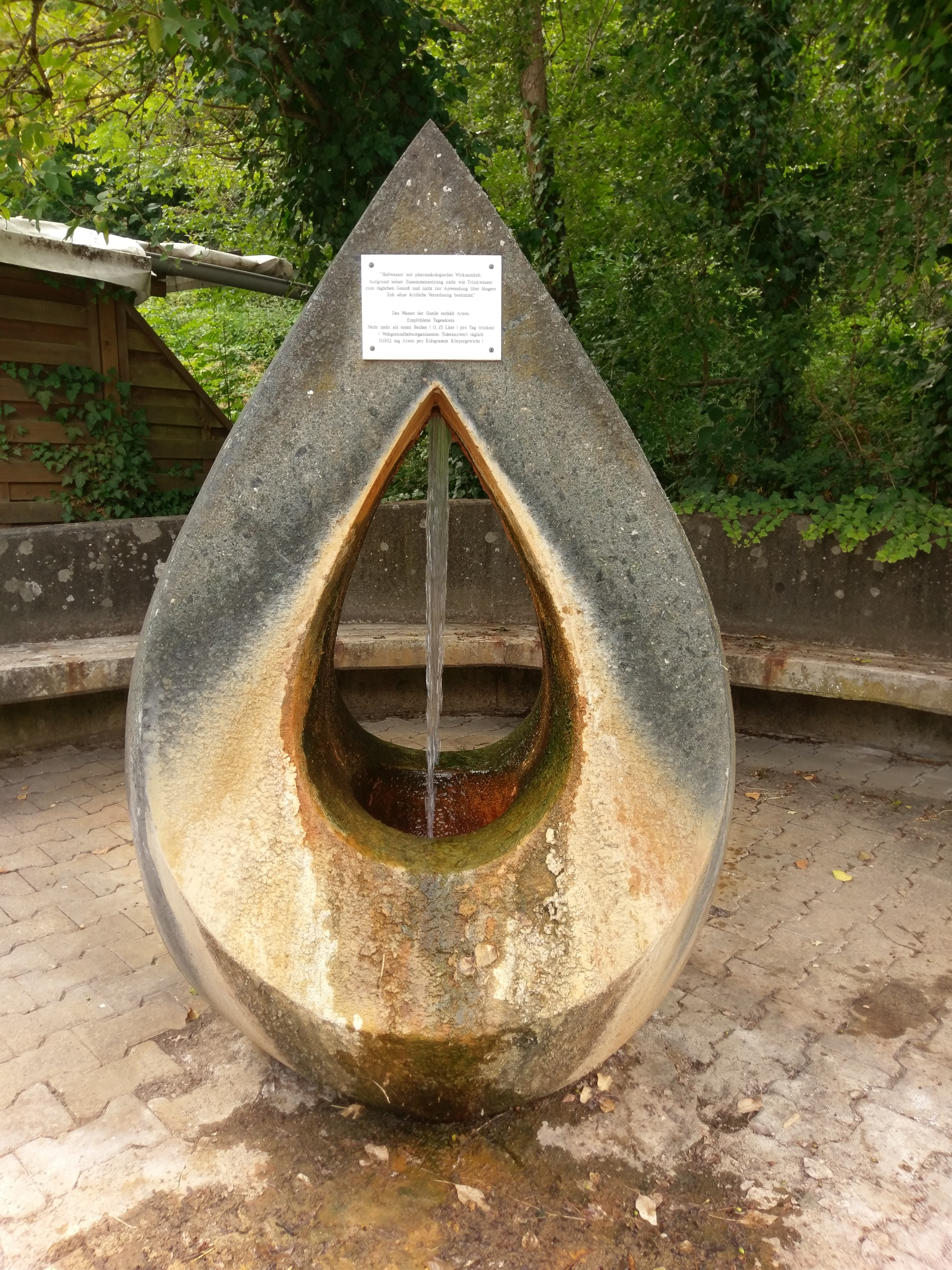
Brunnenskulptur der Virchow-Quelle

Die Virchow-Quelle ist eine Mineralquelle mit pharmakologischer Wirksamkeit in Hessen. Sie liegt auf etwa 200 m ü. NHN im Naturpark Rhein-Taunus am nördlichen Ortsrand von Kiedrich im Rheingau-Taunus-Kreis im Tal des Kiedricher Bachs, 90 Meter westlich des Bachbetts, in Höhe der Egertsmühle. Sie hat die Adresse Waldstraße 24 und liegt direkt an der Landesstraße 3035.

## Geschichte
Ursprünglich gab es hier am Rande des Vordertaunus auf der linken östlichen Talseite seit Jahrhunderten eine spärliche Salzquelle. 1784/85 begann man in der Umgebung auf Betreiben des Kurmainzer Landesherrn Friedrich Karl Joseph von Erthal nach Erzen zu schürfen. Gefunden wurde eine abbauwürdige Lagerstätte von Schwerspat. Zur Förderung wurden lange Stollen in den Berg getrieben, aus denen reichlich Salzwasser austrat, das wirtschaftlich ebenfalls nicht uninteressant war. Die Gemeinde sicherte sich 1860 das Brunnenrecht und übertrug es später auf den Unternehmer Adolf Reuß. Der ließ seit 1886 systematisch nach dem salzhaltigen Wasser bohren. Zunächst scheiterten die Bohrungen an dem harten Taunusquarzit. Interessierter Zuschauer bei den Arbeiten des beauftragten Kölner Bohrunternehmers Emanuel Przibilla war der 18-jährige Anton Raky, der in der väterlichen Schlosserei in Kiedrich das Handwerk gelernt hatte. Für Przibilla fertigte er einen Spezialbohrmeißel an. Erst mit diesem Diamantbohrer im Bohrgerüst gelang an der gegenüberliegenden westlichen Talseite eine Tiefbohrung von 183 m und die Erschließung einer ergiebigen Salzquelle. Mit Dampfpumpen konnten fast 400 Liter Wasser pro Minute gefördert werden. Am Quarzitgestein verschlissen sich dabei 36 Bohrkronen, besetzt mit zusammen 304 Karat im heutigen Wert von umgerechnet rund 50.000 Euro. Für Anton Raki war dies der Beginn seiner Karriere als Pionier des neuzeitlichen Bohrwesens. Er erfand den Schnellschlag-Bohrkran, den er 1894 patentieren ließ.

## Wasserqualität, kommerzielle Nutzung
Bis in 70 m Tiefe wurde die Bohrung mit Kupferrohren ausgekleidet. Eine erste Analyse des Wassers ergab, dass es den warmen Quellen von Wiesbaden ähnelt. Es ist 24 Grad warm, schmeckt salzig und riecht nach Schwefelwasserstoff. Neben dem Kochsalzgehalt zeichnet es sich besonders durch eine hohe Lithiumkonzentration aus. Der Verzehr von mehr als täglich 0,15 Liter dieses Mineralwassers ist wegen des ebenfalls nachgewiesenen Arsengehalts gesundheitlich nicht empfehlenswert.

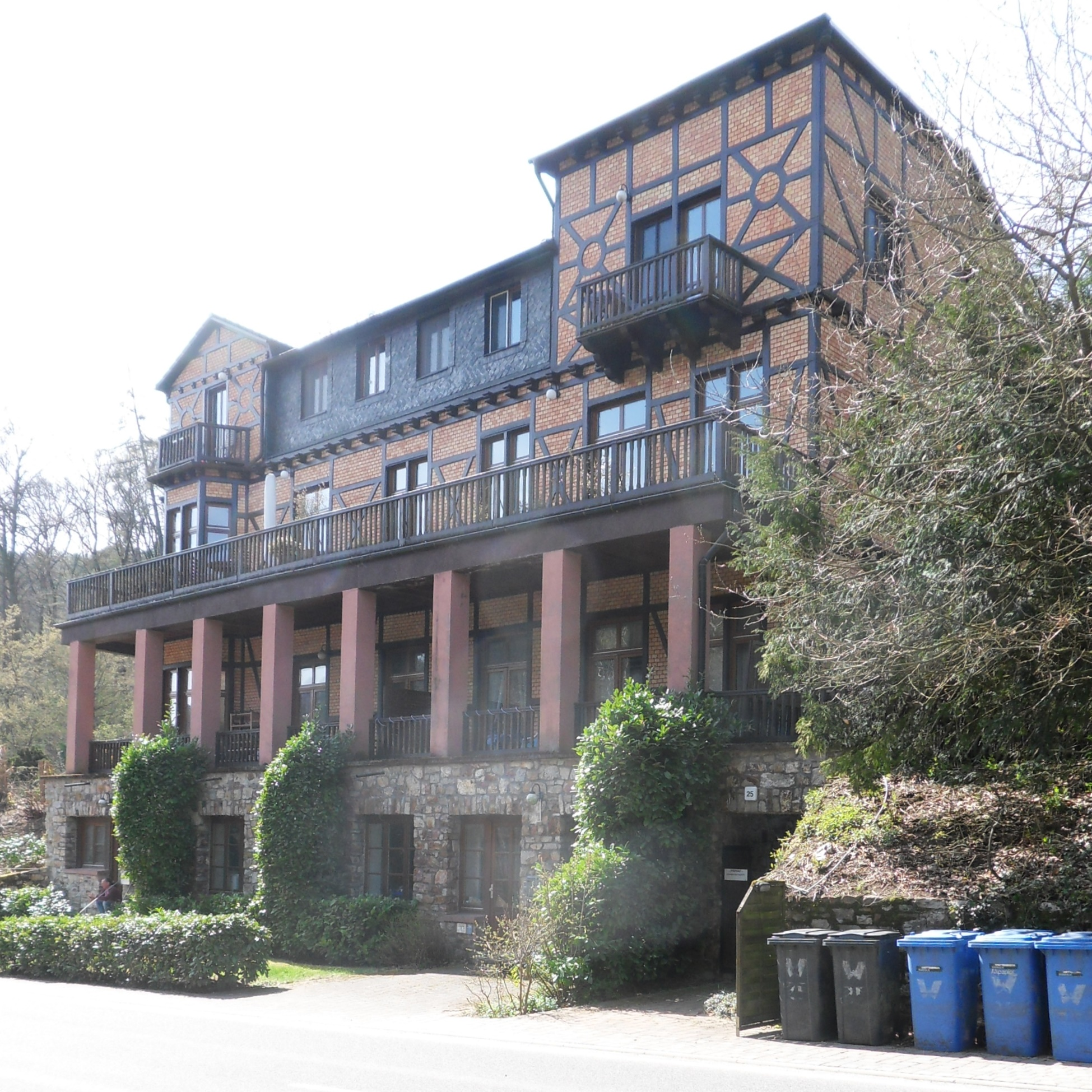
Das alte Kurhaus Quellenhof nahe der Virchow-Quelle

Adolf Reuß stellte das Heilwasser erstmals 1889 auf einem Internistenkongress in Wiesbaden vor. Der Vertrieb unter dem Namen „Calcimona“ startete 1890 nicht ohne Erfolg. Jährlich wurden bis zu 45.000 Flaschen abgefüllt und vertrieben. Im gleichen Jahr eröffnete der Quellenhof als Logier- und Badehaus der Salzquelle 130 Meter weiter nördlich. 1902 war das Wasser nach dem in jenem Jahr verstorbenen Pathologen Rudolf Virchow umbenannt worden – wohl auch, um die medizinische Wirkung zu unterstreichen.